# Sainte-Radegonde (Gironde)
Sainte-Radegonde ist eine französische Gemeinde mit 427 Einwohnern (Stand: 1. Januar 2022) im Département Gironde in der Region Nouvelle-Aquitaine (vor 2016 Aquitaine); sie gehört zum Arrondissement Libourne und zum Kanton Les Coteaux de Dordogne. 

## Geographie
Sainte-Radegonde liegt etwa 35 Kilometer östlich von Bordeaux. Im Norden reicht das Gemeindegebiet bis auf einen Kilometer an die Dordogne heran, an der östlichen Gemeindegrenze verläuft ihr Zufluss Durèze. Umgeben wird Sainte-Radegonde von den Nachbargemeinden Flaujagues im Norden, Juillac im Norden und Nordosten, Gensac im Osten, Coubeyrac im Südosten, Pellegrue im Südosten und Süden, Doulezon im Südwesten und Westen sowie Mouliets-et-Villemartin im Nordwesten.

## Bevölkerungsentwicklung
| Jahr                       | 1962 | 1968 | 1975 | 1982 | 1990 | 1999 | 2009 | 2020 |
| Einwohner                  | 496  | 452  | 354  | 364  | 426  | 438  | 457  | 434  |
| Quellen: Cassini und INSEE |      |      |      |      |      |      |      |      |

## Sehenswürdigkeiten
- Kirche Sainte-Radegonde aus dem 11./12. Jahrhundert, Umbauten aus dem 14. Jahrhundert, Monument historique seit 2001/2002
- Adelssitz von Pilets, seit 1998 Monument historique
- Domäne Le Sèpe
- Windmühlen

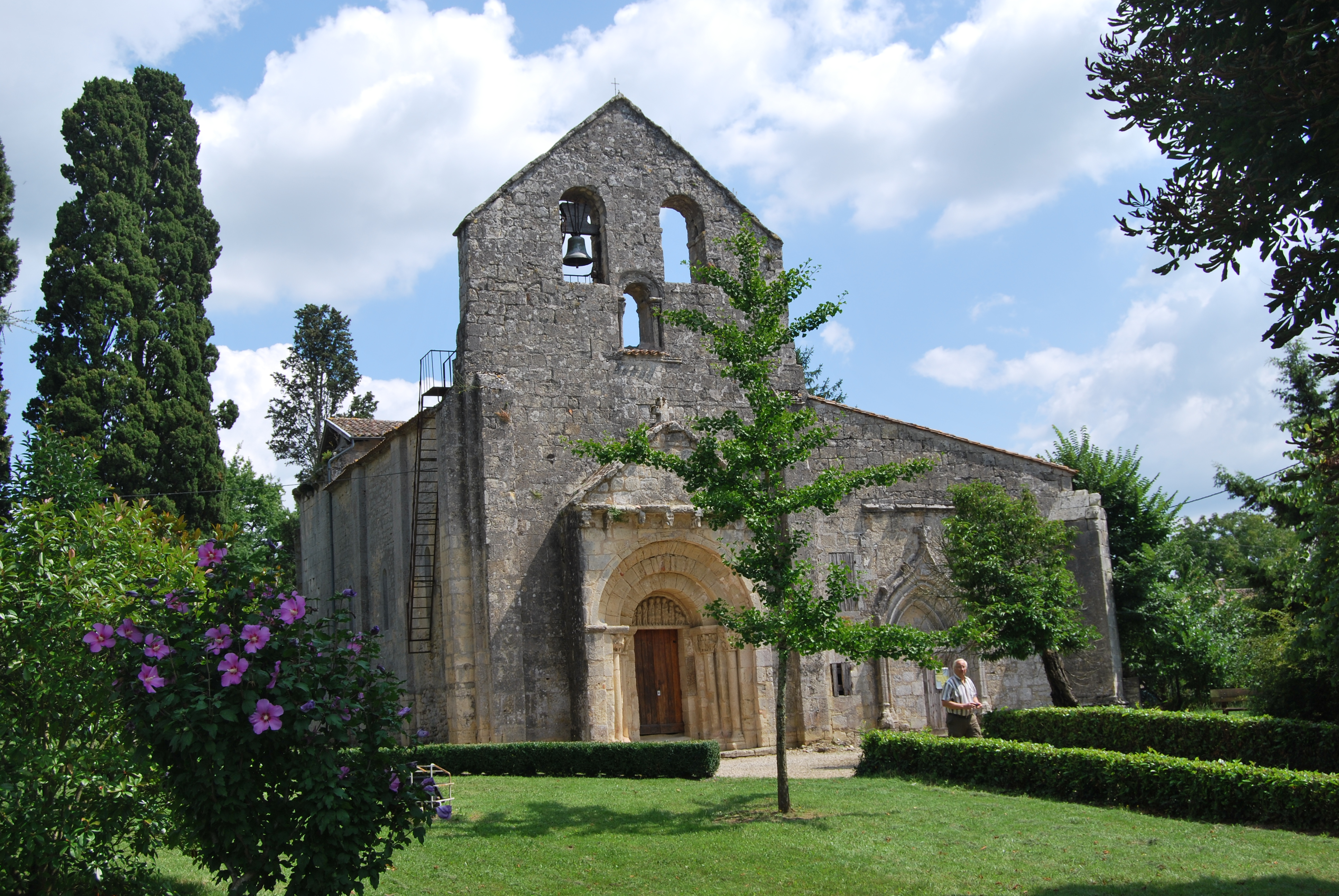
Kirche Sainte-Radegonde
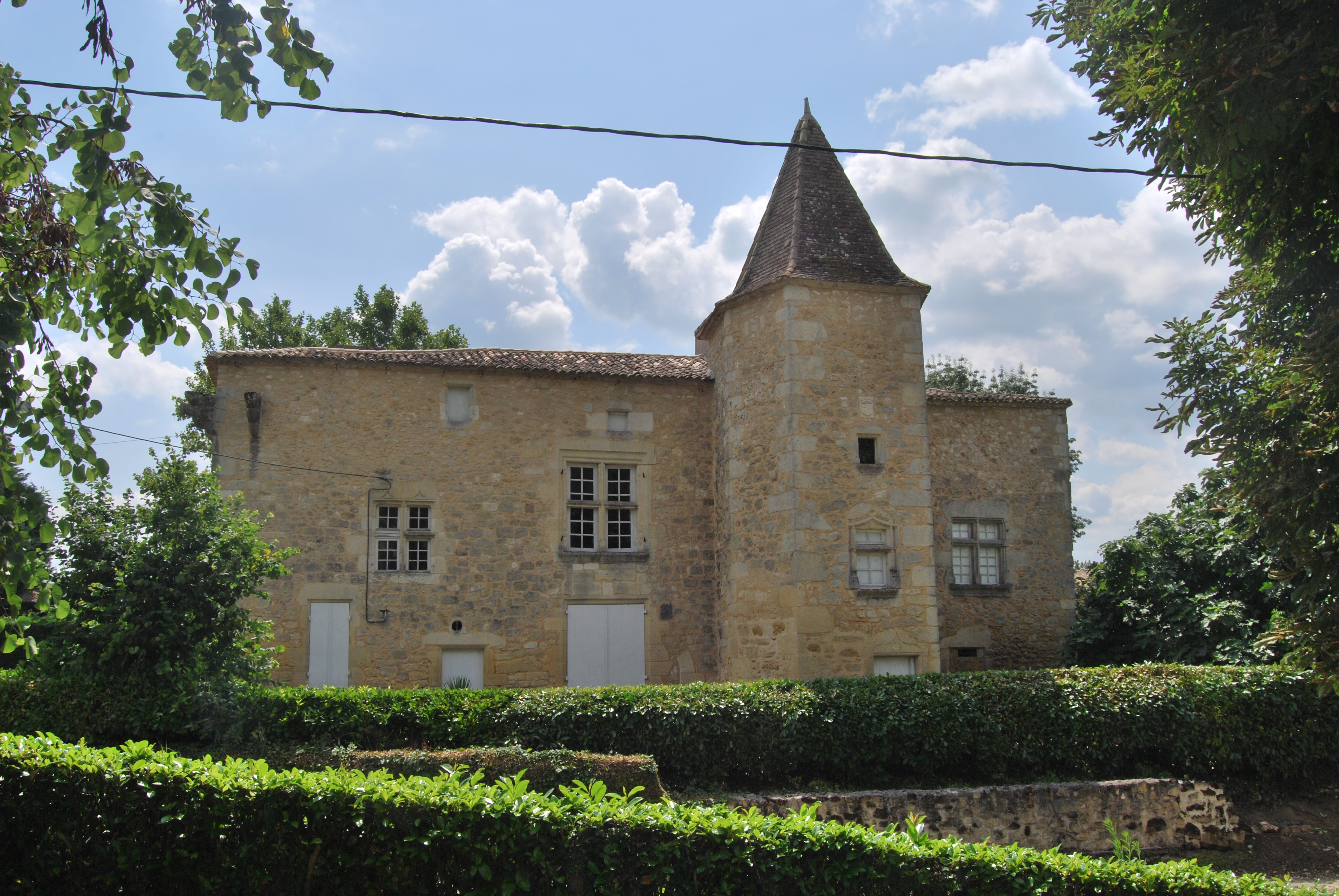
Adelssitz von Pilets

## Persönlichkeiten
- Ezéchiel de Mélac (um 1630–1704), General